# ليمبوديسوس بينيتي
ليمبوديسوس بينيتي (الاسم العلمي Limbodessus bennetti) هي خنفساء المياه الجوفية آكلة اللحوم. هذا هو أول 
نوع أرضي يتم تسجيله في منطقة بيلبارا في غرب أستراليا. من بين جميع الأنواع الموصوفة حاليًا، ليمبوديسوس بينيتي هو الأكثر ارتباطًا بأعضاء stygobitic من جنس ليمبوديسوس من منطقة ييلغارن في أستراليا الغربية.
يبلغ طول هذه الحشرة 1.65 مم.

## التوزيع
هذا النوع متوطن في غرب أستراليا . وقد أُكتشف في أحد طبقات المياه الجوفية في منطقة بيلبارا الشمالية.